# Glandă mamară
Glanda mamară (lat. glandula mammaria) reprezintă o glandă exocrină prezentă la om și la alte mamifere care au importanță deosebită datorită secreției laptelui și hrănirii puilor după naștere. Denumirea clasei mamiferelor (Mammalia) își ia numele din cuvântul latin mamma - „sân”. 
Glandele mamare sunt amplasate în organe speciale, precum sânii la om, uger la animalele rumegătoare (vacă, capră și cerb). La mamiferele monotremele australiene, glandele mamare se deschid nemijlocit la suprafața pielii.

## Structură

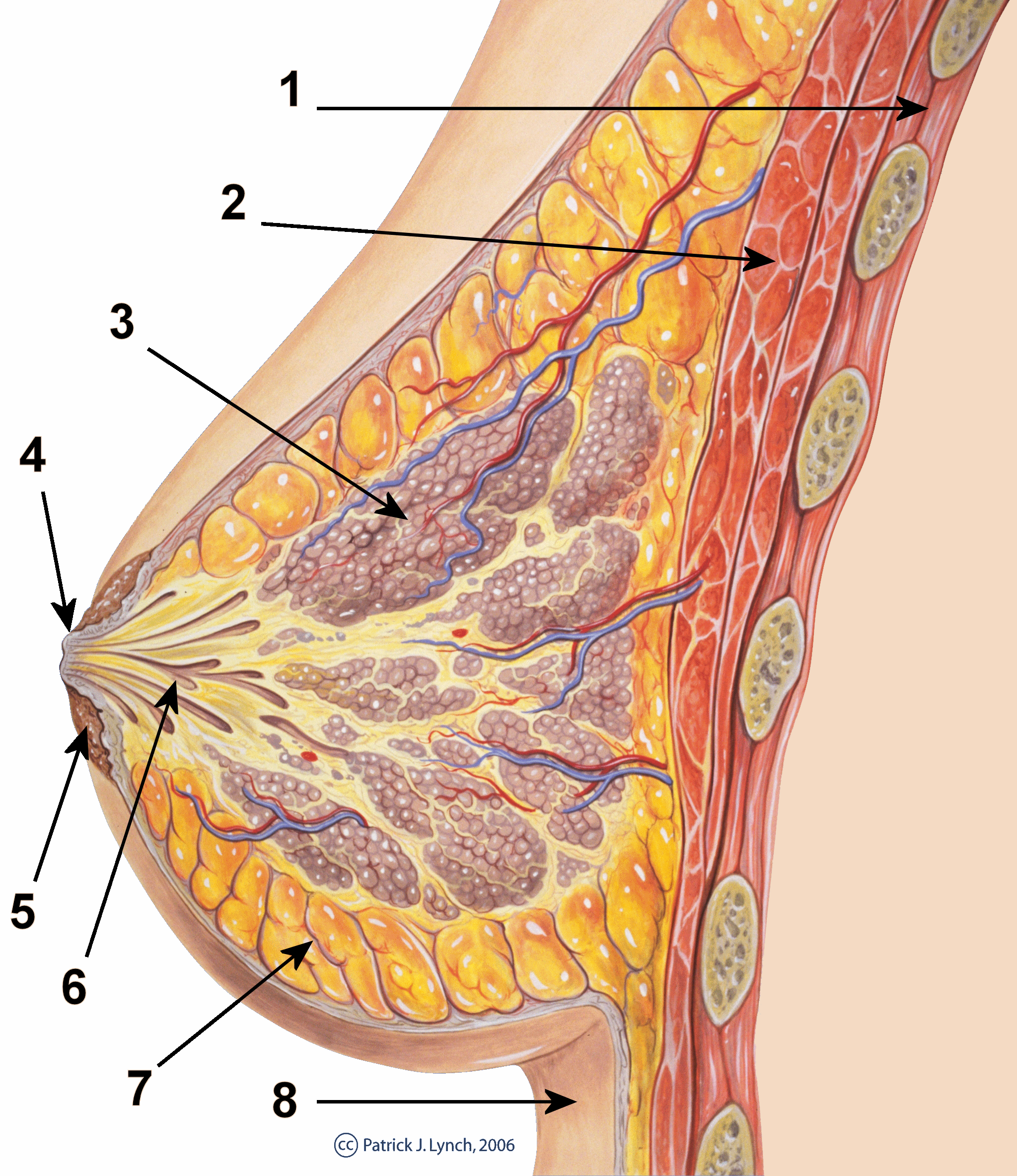
Secțiune prin sânul uman în care se vede structura glandei mamare:
1 - perete toracic; 2 - mușchi pectoral; 3 - lobul mamar; 4 - mamelon; 5 - areolă mamară; 6 - canal galactofor; 7 - țesut adipos; 8 - tegument

Glandele mamare sunt alcătuite din lobi mamari, canale intralobulare și canale galactofore care se deschid prin porii galactofori. 

### Variația numărului
Glandele mamare pot fi localizate oriunde de-a lungul celor două creste mamare. În general, majoritatea mamiferelor posedă glande mamare perechi de-a lungul crestei, corelând oarecum cu numărul puilor născuți . Numărul glandelor variază de la 2 (la majoritatea primatelor) până la 18 (la suidae). Rar, unele specii au un număr impar de glande, cum ar fi 13 la oposumul de Virginia (Didelphis virginiana).  În tabelul de mai jos sunt indicate numărul glandelor mamare prezente la unele grupe de mamifere.
| Specia                  | Pectorale (anterioare) | Abdominale (intermediare) | Inghinale (posterioare) | Total    |
| ----------------------- | ---------------------- | ------------------------- | ----------------------- | -------- |
| Capră, oaie, cal, cobai | 0                      | 0                         | 2                       | 2        |
| Vacă                    | 0                      | 0                         | 4                       | 4        |
| Pisică                  | 2                      | 2                         | 4                       | 8        |
| Câine                   | 4                      | 2                         | 2 sau 4                 | 8 sau 10 |
| Șoarece                 | 6                      | 0                         | 4                       | 10       |
| Șobolan                 | 6                      | 2                         | 4                       | 12       |
| Scroafă                 | 6                      | 6                         | 6                       | 18       |
| Proboscidieni, primate  | 2                      | 0                         | 0                       | 2        |
| Oposum nord-american    | 0                      | 0                         | 13                      | 13       |
| Monodelphis sorex       | 0                      | 0                         | 25-27                   | 25-27    |

## Glanda mamară masculină
Glandele mamare la bărbat sunt organe rudimentar, cu zona de răspândire în limitele suprafeței areolei mamare. Activitatea funcțională a glandei mamare masculine este minimă, eliminând un lichid gri-albicios sau transparent în perioada maturizării sexuale.